# Louis-Léon de Brancas

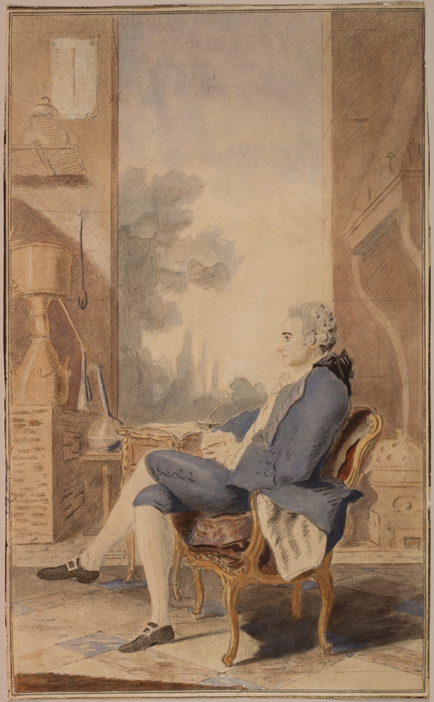
Louis-Léon-Félicité de Brancas, 3. Duc de Lauragais, Louis Carmontelle, 1760

Louis-Léon-Félicité de Brancas (* 3. Juli 1733 Paris; † 8. Oktober 1824 Paris), 3. Duc de Lauragais (1755 durch Verzicht seines Vaters), 6. Duc de Villars (1794), war ein französischer Literat. Er ist ein Sohn von Louis II. de Brancas, 5. Duc de Villars, und Adélaïde Geneviève d’O, Marquise de Franconville, dessen erster Ehefrau.

## Leben
Im Jahr 1750 starb Léon de Madaillan de Lesparre, Marquis de Lassay und Erbauer des Hôtel de Lassay. Da sie es nicht selbst bewohnte, schenkte seine Witwe dieses Hôtel particulier den Söhnen ihrer Nichte Adélaide-Geneviève-Félicité d’O aus deren Ehe mit Louis II. de Brancas, also Louis-Léon und seinem Bruder Bufile-Antoine der Brancas. Das nunmehr Palais Brancas-Lauraguais genannte Stadtschloss wurde von seinen Eltern genutzt, bis die Söhne es 1768 an Louis V. Joseph de Bourbon, prince de Condé verkauften. In dieser Zeit war das Palais „einer der meistbeachteten Privatbauten“ in Paris.
Nachdem er die Militärkarriere aufgegeben hatte, um in Paris in der eleganten Welt zu leben, machte er sich dort durch seinen Witz und seine Bonmots einen Namen. Er zeigte genauso Sinn für Literatur und Wissenschaft, wie für den Genuss. Er kümmerte sich aktiv darum, dass Schauspieler Kostüme trugen, die der historischen Wahrheit entsprachen, und zahlte den Schauspielern des Théâtre Français 20.000 Livre, damit sie die Zuschauerbänke von der Bühne nahmen, durch die die Illusion behindert wurde. Er machte auch erhebliche Ausgaben für wissenschaftliche Experimente und war schließlich gezwungen, seine Bibliothek, eine der reichsten der Zeit, zu verkaufen. Die Académie des sciences nahm ihn 1771 in ihre Reihen auf.
Im Ancien Régime war er „berühmt für seine [...] Begeisterung für die Bräuche Englands, für den Glanz seiner galanten Abenteuer, für seine etwas zynische Philosophie und für einen Luxus, der sein gesamtes Vermögen verzehrte.“
Charles Gravier, comte de Vergennes benutzte während des Amerikanischen Unabhängigkeitskriegs die häufigen Reisen des jungen Herzogs nach London: er schien ein nützlicher Mann für die französische Diplomatie wegen seiner Beziehungen zu Shelburne und anderen Mitgliedern der Opposition, sowie mit dem Kreis um Arthur Lee.
Die französische Restaurations-Regierung ernannte ihn 1814 zum Lieutenant-général des armées du Roi und zum Mitglied der Chambre des Pairs.

## Ehe und Kinder
Er heiratete am 11. Januar 1755 in Paris Élisabeth-Pauline de Gand-Vilain-Merode-Isenghien, * 20. Oktober 1737, † guillotiniert 16. Februar 1794, Tochter von Alexandre-Maximilien-Balthasar de Gand, Graf von Middelburg, Maréchal de camp. Mit ihr hatte er zwei Töchter:
- Pauline-Louise-Antoinette-Candide-Félicité de Brancas, * 23. November 1755 Paris, † 10. August 1812 Paris; ⚭ 19. Januar 1773 Paris Ludwig Engelbert von Arenberg, * 3. August 1750 Brüssel, † 7. März 1820 Brüssel, Herzog von Arenberg (Haus Arenberg)
- Antoinette-Candide-Paule de Brancas, * 24. September 1756, † 1777, Nonne in der Abbaye-aux-Bois

Mit seiner Mätresse, der Sängerin Sophie Arnould, hatte er vier Kinder, darunter Antoine-Constant de Brancas (* 16. Oktober 1764 Paris, † 21. Mai 1809) in der Schlacht bei Aspern, Colonel während der Revolutionskriege und des Kaiserreichs, Baron de l’Empire.
Er starb 1824 im Alter von 91 Jahren und wurde auf dem Friedhof Père-Lachaise (Division 13) bestattet. Da er ohne legitime männliche Nachkommen war, erbte sein Neffe Louis Marie Baptiste de Brancas die Titel Duc de Villars, Duc de Lauraguais und Pair de France.

## Werke
Louis-Léon de Brancas verfasste eine Reihe von Werken zum Teil politischer Natur, aber auch zwei Tragödien, die nie aufgeführt wurden:
- Clytemnestre, Tragödie in fünf Akten und in Versen, Paris, 1761
- Mémoire sur l’inoculation, Paris, 1763.
- Mémoire sur la compagnie des Indes, Paris, 1769
- Tableau de la constitution françoise, ou Autorité des rois de France dans les différens ages de la monarchie, 1771
- Mémoire pour moi; par moi Louis de Brancas, comte de Lauraguais; London, 1773
- Jocaste, Tragödie in fünf Akten, 1781
- Dissertation sur les Assemblées nationales, sous les trois races des rois de France, Paris, 1788
- Lettre sur les Etats-généraux, convoqués par Louis XVI, et composés par M. de Target par M. le Comte de Lauraguais, Paris, 1788.
- Première lettre d’un incrédule à un converti, Paris, 1796 (?)

### Weblink
- Association des Amis du Père Lachaise, (online)